# Kōfuku-ji
Kōfuku-ji (興福寺, Kōfuku-ji) és un temple budista de l'escola Obaku ubicat a la ciutat de Nara, a la prefectura de Nara, Japó. El temple, juntament amb altres edificis, van ser declarats per la Unesco el 1998 com a Patrimoni de la Humanitat com a part dels "Monuments històrics de l'antiga Nara". Forma part del Nanto Shichi Daiji, els set temples més importants de Nara.

## Història
Kōfuku-ji té el seu origen el 669, quan va ser construït per Kagami-no-Ōkimi (鏡大君), l'esposa de Fujiwara no Kamatari, desitjant que el seu espòs es recuperés de la seva malaltia. Inicialment, estava ubicat a Yamashina, Província de Yamashiro (actual Kyoto). El 672, el temple va ser traslladat a Fujiwara-kyō, la primera capital japonesa planificada per copiar el patró de quadrícula ortogonal de Chang'an. El 710, el temple va ser desmantellat per segona vegada i traslladat a la seva ubicació actual, al costat est de la capital acabada de construir, Heijō-kyō, l'actual Nara.
Kōfuku-ji va ser el temple tutelar del clan Fujiwara, i va gaudir de prosperitat durant el temps que ho va fer la família. No només va ser un centre important per a la religió budista, sinó que també va conservar influència sobre el govern imperial, i fins i tot per "mitjans agressius" en alguns casos. Quan molts dels Nanto Shichi Daiji, com el Tōdai-ji, van caure en declivi després del trasllat de capital a Heian -kyō (Kyoto), Kōfuku-ji va mantenir la seva importància a causa de la seva connexió amb els Fujiwara.
El temple va ser danyat i destruït per guerres civils i incendis moltes vegades, i va ser reconstruït diverses vegades, encara que finalment alguns dels edificis rellevants, com un dels tres salons daurats, el Nandaimon, Chūmon i el corredor mai van ser reconstruïts i falten avui dia. La reconstrucció del Pavelló Daurat Central es va completar el 2018.

## Arquitectura

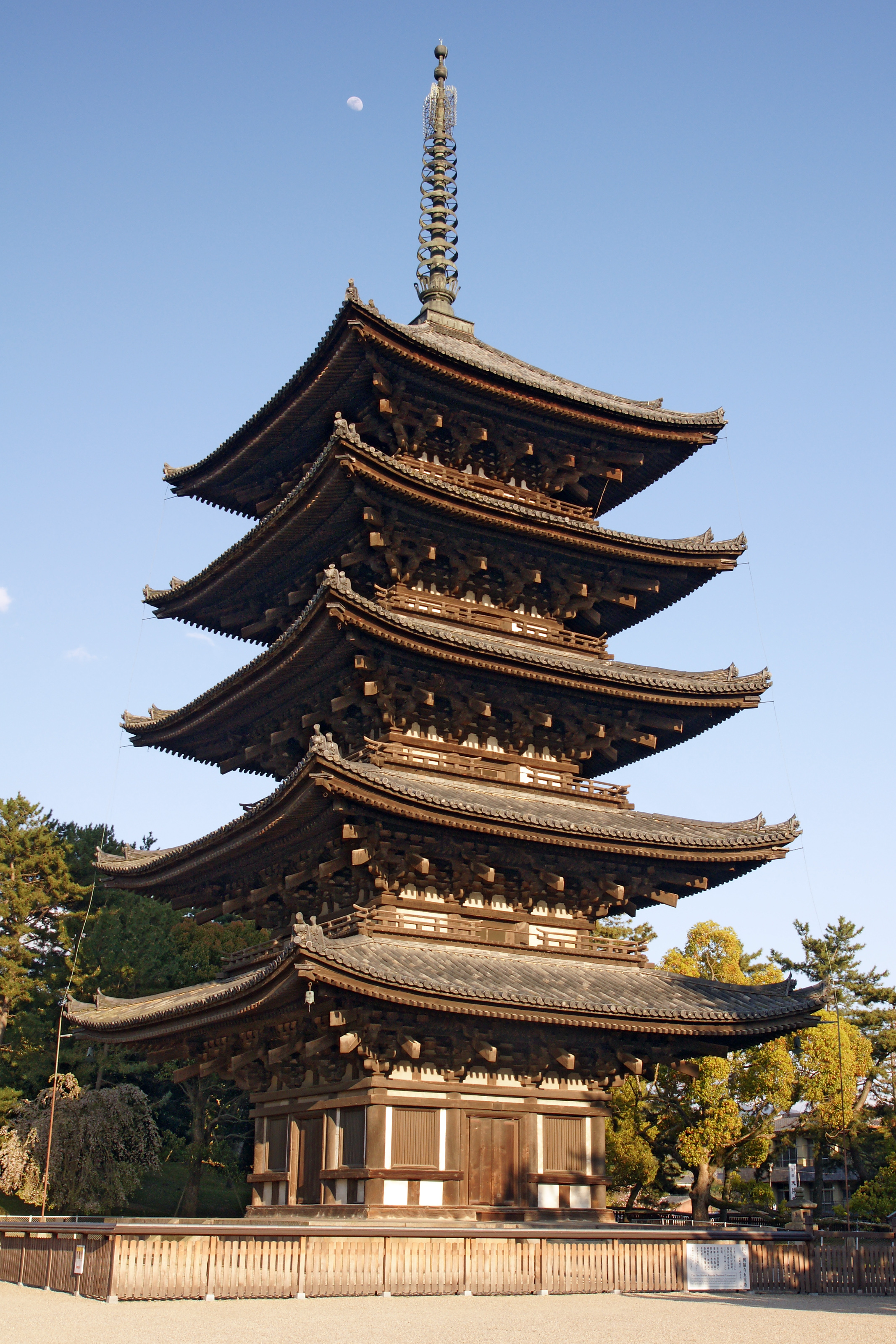
Pagoda de cinc pisos que data del 1426.

- Saló Daurat de l'Est (東金堂, Tō-kondō), 1425, un dels tres antics salons daurats (Tresor Nacional).[4]
- Saló Daurat Central (中金堂, Chū-kondō), reconstruït el 2018, l'antic edifici temporal del Saló Daurat Central (仮金堂) ara serveix com a Saló de Conferències temporal (仮講堂).
- Pagoda de cinc pisos (五重塔, Gojū-no-tō), 1426 (Tresor Nacional).[5]
- Pagoda de tres pisos (三重塔, Sanjū-no-tō), 1185-1274 (Tresor Nacional).[6]
- Saló Octagonal Nord (北円堂, Hoku'endō), 1210 (Tresor Nacional).[7]
- Saló Octagonal Sud (南円堂, Nan'endō), 1741, lloc núm. 9 del Pelegrinatge de Saigoku 33 (Propietat Cultural Important).[8]
- Casa de bany (大湯屋, Ōyūya), 1394-1427 (Propietat Cultural Important).[9]

## Galeria

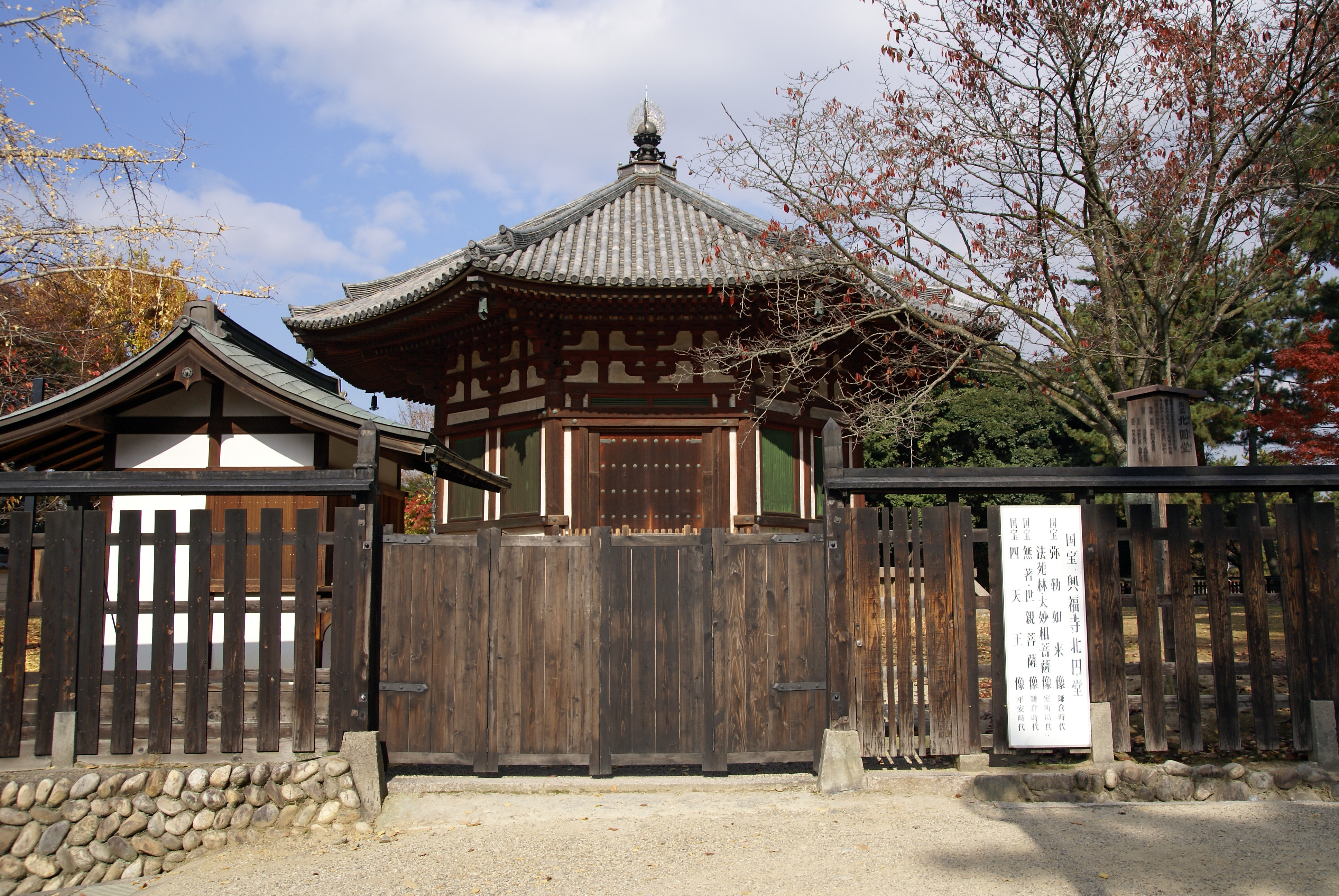
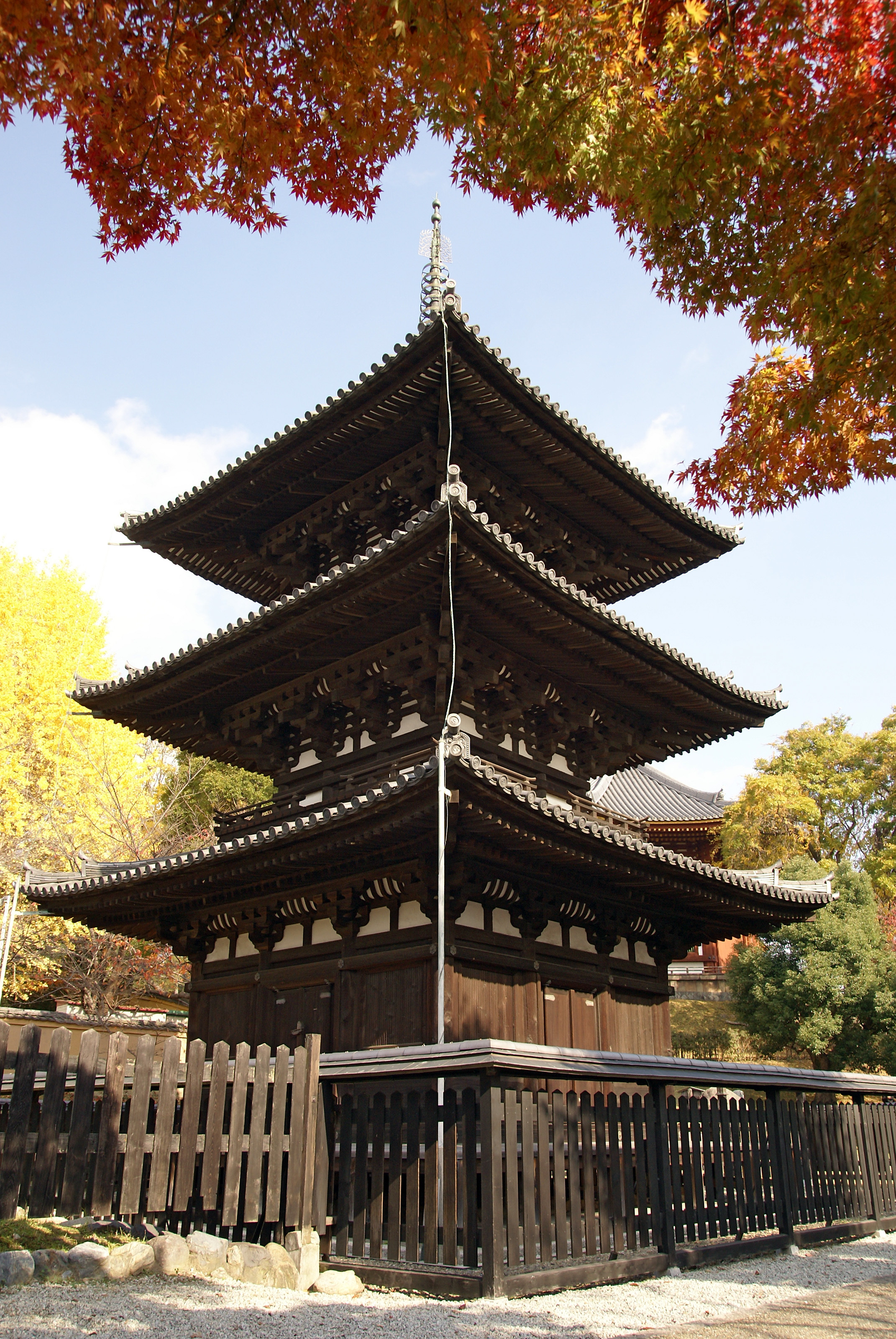
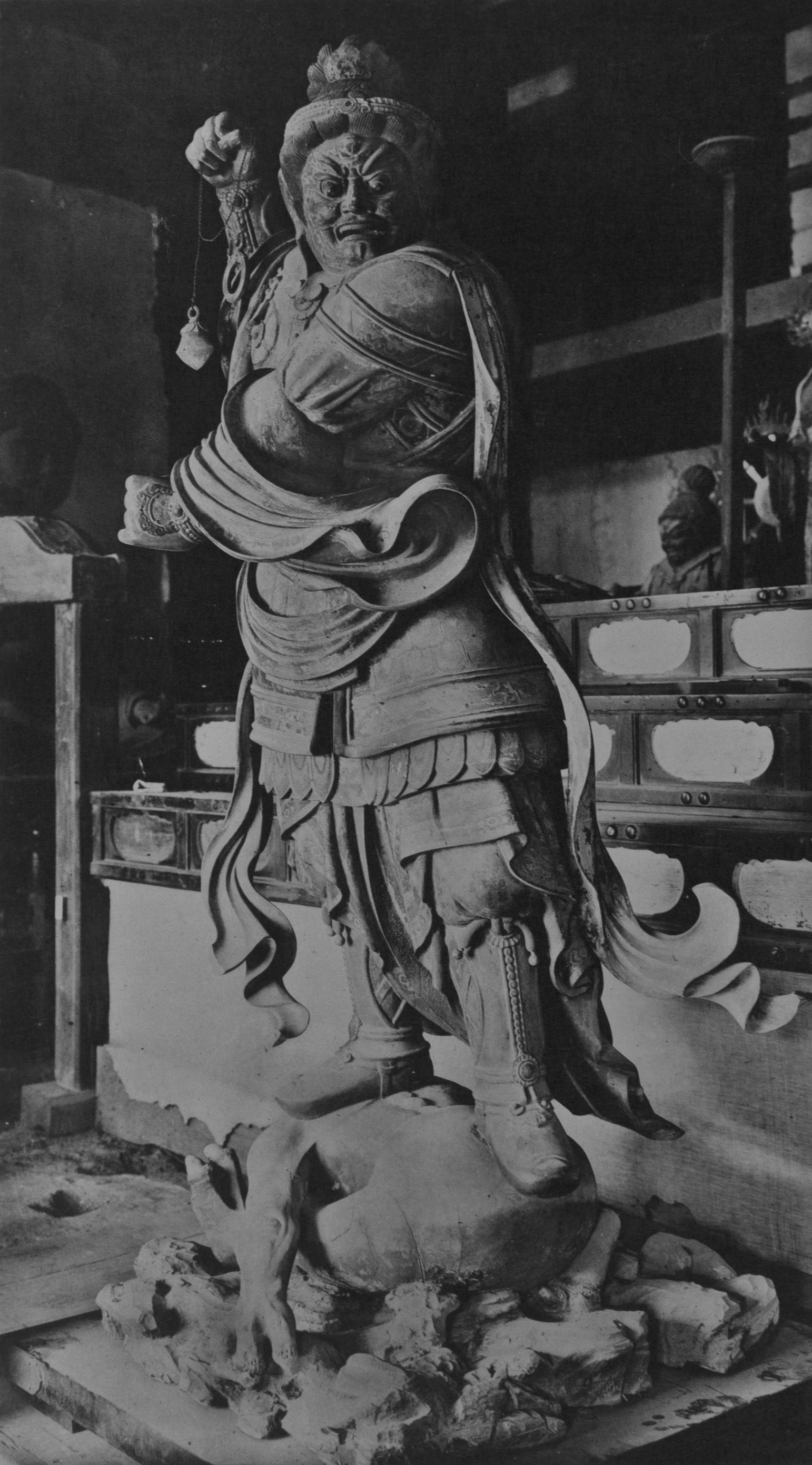